# Todd Blackledge
Todd Alan Blackledge (Canton, 25 febbraio 1961) è un ex giocatore di football americano statunitense che ha giocato nel ruolo di quarterback nella National Football League (NFL). Fu scelto come settimo assoluto del Draft NFL 1983 dai Kansas City Chiefs. Al college ha giocato a football alla Penn State University.

## Carriera universitaria
Blackledge fu titolare per tre anni a Penn State, guidando i Nittany Lions a un record complessivo di 31–5 e alla vittoria del campionato NCAA del 1982. Dopo quella stagione vinse il Davey O'Brien Award come miglior quarterback della nazione.

## Carriera professionistica
Blackledge fu scelto come settimo assoluto del Draft 1983 dai Kansas City Chiefs. Fu scelto dopo John Elway ma prima di Dan Marino, stupendo sia Marino (che si riteneva migliore di Blackledge) che Blackledge stesso (che era previsto come una chiamata della metà del primo giro). Giocò a Kansas City per cinque stagioni (1983–1987) prima di chiudere la carriera con i Pittsburgh Steelers (1988–1989). Nel 2008, ESPN lo ha nominato la 29ª peggiore scelta nel draft di tutti i tempi.

## Vittorie e premi
- Davey O'Brien Award (1982)

## Statistiche
| Partite totali    | 46    |
| Yard lanciate     | 5.286 |
| Touchdown         | 29    |
| Intercetti subiti | 38    |
| Passer rating     | 60,2  |